# Hagenbach (Nadrenia-Palatynat)
Hagenbach – miasto w Niemczech, w kraju związkowym Nadrenia-Palatynat, w powiecie Germersheim, siedziba gminy związkowej Hagenbach.

## Współpraca
Miejscowość partnerska:
- Wiesentheid, Bawaria